# Половцев, Александр Юрьевич
Алекса́ндр Ю́рьевич По́ловцев (род. 3 января 1958 года, Ленинград, РСФСР, СССР) — советский и российский актёр театра и кино, телеведущий. Заслуженный артист Российской Федерации (2010). Член общественной организации «Союз кинематографистов Санкт-Петербурга».
Получил широкую известность, исполняя роль майора милиции (затем — подполковника и полковника полиции) Олега Георгиевича Соловца в детективных телесериалах «Улицы разбитых фонарей» (с 1995 по 2019 годы) и «Убойная сила».

## Биография
Родился 3 января 1958 года в Ленинграде.
Дед по отцу — Нестор Макарович Половцев (род. 1903 в Петербурге), участник Великой Отечественной войны, сержант, пропал без вести в декабре 1941 г. Его жена, Вера Васильевна, урождённая Петрова (род. 1907 в Петербурге), дочь крестьянина дер. Лятцы Ямбургского уезда Петербургской губернии, жила в Колтовской слободе, после замужества — на улице Воскова.
Отец — Юрий Нестерович Половцев (6 июня 1932 — 1 сентября 2016), работал на заводе имени Коминтерна, а позже, окончив мореходное училище, служил матросом-мотористом на торговом судне, часто и надолго уходил в загранкомандировки. Мать — Лидия Васильевна (род. 1930), работала на заводе имени Коминтерна.
В 1975 году, после окончания общеобразовательной средней школы, пытался поступить в ЛГИТМиК и в Школу-студию Зиновия Корогодского. Провалившись на экзаменах, подал документы в Ленинградский техникум морского приборостроения, где проучился один год.
В 1976 году со второй попытки поступил на актёрское отделение факультета драматического искусства Ленинградского государственного института театра, музыки и кинематографии (ЛГИТМиКа) (мастерская Владимира Петрова), которое окончил в 1980 году.
Вскоре после начала работы в молодёжном театре-студии «Время» при «Ленконцерте» Александра призвали в ряды Советской армии. Воинскую службу проходил в показательном полку имени Ленинского комсомола, затем в агитационно-художественном отряде «Политбоец» при штабе ВВС Ленинградского военного округа, а после расформирования отряда — в полку связи под Ленинградом, где помимо выполнения воинских обязанностей активно участвовал в художественной самодеятельности. Отслужив в армии, вернулся в театр-студию «Время».
На протяжении многих лет снимался в рекламных роликах сока «Моя семья». В одном из таких он произнёс фразу «Ты же лопнешь, деточка!», ставшую крылатой.
В 2008 году принял участие в телепроекте «Первого канала» «Последний герой-6. Забытые в раю».
3 июля 2017 года на петербургском «Пятом канале» состоялась премьера телепередачи «Мотив преступления», в которой Александр Половцев дебютировал в качестве телеведущего.
В 2020—2021 годах вёл передачу «Вещдок: Личное дело\Опережая время\Большое дело» на украинском телеканале «Интер».

### Личная жизнь
- Первая жена (с 1984 по 2009 годы) — Юлия Юрьевна Соболевская (род. 1962), актриса, продюсер и режиссёр. Познакомились в середине 1980-х годов во время репетиции спектакля «Вагончик» в молодёжном театре-студии «Время» при «Ленконцерте» и вскоре поженились. Супруги прожили в браке более двадцати лет. Юлия снималась в роли жены персонажа Половцева в детективном телесериале «Улицы разбитых фонарей» (2-й — 13-й сезоны)[5][11].
  - Сын Степан Половцев (род. 18 августа 1991[5]), актёр. Также снимался в детективном телесериале «Улицы разбитых фонарей» (2-й — 13-й сезоны), в котором исполнил роль сына персонажа Половцева.
- Вторая жена — Эсана (Александра) Муратова, юрист по образованию. Александр познакомился с Эсаной в одном из питерских баров, где она работала официанткой[11][12]. С 2009 года жили вместе в незарегистрированном браке, а 16 января 2016 года оформили отношения в ЗАГСа[13].
  - Сын Андрей (род. 28 января 2016)[13].
  - Дочь Яна (род. 10 мая 2017)[14].

## Фильмография

### Художественные фильмы
- 1989 — Оно — Парамоша, юродивый
- 1990 — Бакенбарды — лейтенант милиции
- 1993 — Барабаниада — барабанщик
- 1996 — Операция «С Новым годом!» — второй брат крупье
- 1996 — Распутин — солдат-большевик
- 1997 — Бомба — Яков
- 1997 — Американка — Яша
- 1998 — Горько! — Сергей Ряднов, жених
- 1998 — Серебряные головы
- 1999 — Женская собственность — Яша
- 2003 — Особенности национальной политики — Илья, капитан ФСБ
- 2004 — На вираже — Дорянов
- 2004 — Свои — Долгов, майор в штабе
- 2007 — Кука — Николай Алексеевич Барышев
- 2007 — Неваляшка — папа
- 2007 — Долг — цеховой мастер
- 2008 — Служанка трёх господ — Григорий Алексеевич Утяшев
- 2012 — Джунгли — Виктор Степанович, отец Марины
- 2012 — Девушка в приличную семью — Павел Игнатьевич, отец Марины
- 2012 — Исключение из правил — тракторист
- 2012 — Волчий остров — Олег Георгиевич Соловец, начальник угро
- 2013 — Лёд — отец Антона
- 2014 — Подарок с характером — подполковник полиции
- 2014 — Ёлки 1914 — комендант
- 2017 — Одноклассницы: Новый поворот — отец Кристины
- 2021 — Кроличья лапа / Rabbit’s Paw / La Patte de Lapin (Россия, Франция) — Геннадий

### Телесериалы
- 1993 — Аляска Кид — официант
- 1995 — 2019 — Улицы разбитых фонарей (1-й — 16-й сезоны) — Олег Георгиевич Соловец, майор милиции, затем — подполковник милиции (до 12-го сезона) и полковник полиции, начальник уголовного розыска, начальник РУВД Петроградского района Санкт-Петербурга, начальник убойного отдела, начальник межрайонного УМВД
- 1999 — 2000 — Убойная сила — Олег Георгиевич Соловец, майор милиции
- 2004 — 2005 — Осторожно, Задов! — Светлана (пилотная серия) / Миша, друг Задова (1 сезон: 1-2, 11, 14 серии) / Битюк (1 сезон: 6-7 серии) / бомж Вадик (2 сезон: 10 серия)
- 2005 — Гибель империи — Антипов
- 2005 — Принцесса и нищий — «Кум»
- 2007 — Ленинград — Павлов
- 2007 — Закон мышеловки — Николай, террорист в детском саду
- 2007 — Диверсант. Конец войны — майор Агапов, начальник лагеря
- 2009 — Одержимый — Александр Владимирович, руководитель следственного управления Следственного комитета при прокуратуре РФ по городу Санкт-Петербургу
- 2010 — Цвет пламени — Вадим Бронницкий, генетик
- 2011 — Последняя встреча — Сайкин, агент КГБ[15]
- 2011 — Охраняемые лица — Роберт Петрович
- 2012 — 2016 — Восьмидесятые — Геннадий Петрович Смирнов, отец Ивана и Михаила
- 2012 — Виктория — Михаил Рыбников, отец Юры
- 2013 — Шерлок Холмс — Вилс, адмирал
- 2017 — Ивановы-Ивановы — камео
- 2019 — Гранд — Ярослав Олегович, генерал федеральной службы (40, 41, 43 серии)
- 2019 — 2020 — Агата и сыск — Михаил Аркадьевич Эфенбах, начальник сыскной полиции
- 2020 — Фемида видит — Николай Иванович
- 2021 — Мир! Дружба! Жвачка! — Толик (Анатолий) Бойко
- 2021 — Полицейское братство — Иван Васильевич Шавырин
- 2024 — Полупановы — Губернатор

### Озвучивание
- 1995 — Особенности национальной охоты — Сергей Семёнов, сержант милиции
- 1996 — Операция «С Новым годом!» — Сергей Семёнов, сержант милиции
- 1997 — Брат — рэкетир на рынке
- 2000 — Особенности национальной охоты в зимний период — Сергей Семёнов, сержант милиции
- 2004 — Про барана и козла — баран